# Університет Бордо
- Університет Бордо I — колишній французький університет, відноситься до Академії Бордо, розташований в передмісті Бордо Таланс.
- Університет Бордо II, Університет Бордо II Сегален — колишній французький університет, відноситься до академії Бордо.
- Університет Бордо III, Університет Бордо III імені Мішеля де Монтень — французький університет, відноситься до академії Бордо.
- Університет Бордо IV, Університету Монтеск'є Бордо IV — колишній французький університет, відноситься до академії Бордо.